# Abhandlungen aus dem Gebiete der Naturwissenschaften herausgegeben von dem Naturwissenschaftlichen Verein in Hamburg
Abhandlungen aus dem Gebiete der Naturwissenschaften herausgegeben von dem Naturwissenschaftlichen Verein in Hamburg (abreviado Abh. Naturwiss. Naturwiss. Verein Hamburg. En español podría traducirse como : Tratados del campo de las ciencias naturales publicados por la Asociación de Ciencias Naturales de Hamburgo ) fue una revista con ilustraciones y descripciones botánicas que fue editada en Hamburgo desde el año 1846 hasta 1937. Fue reemplazada por Abh. Verh. Naturwiss. Vereins Hamburg N. F..

## Publicación
- Vols. 6(2/3)-7, 1876-1883;
- vols. 8-23 (con título cambiado), 1884-1937